# Широкобалковский сельский совет (Белозёрский район)
Широкобалковский сельский совет (укр. Широкобалківська сільська рада) — входит в состав
Белозёрского района
Херсонской области
Украины.
Административный центр сельского совета находится в 
с. Широкая Балка
.

## История
- 1856 — дата образования.

## Населённые пункты совета
- с. Широкая Балка
- с. Софиевка